# Erich Pommer

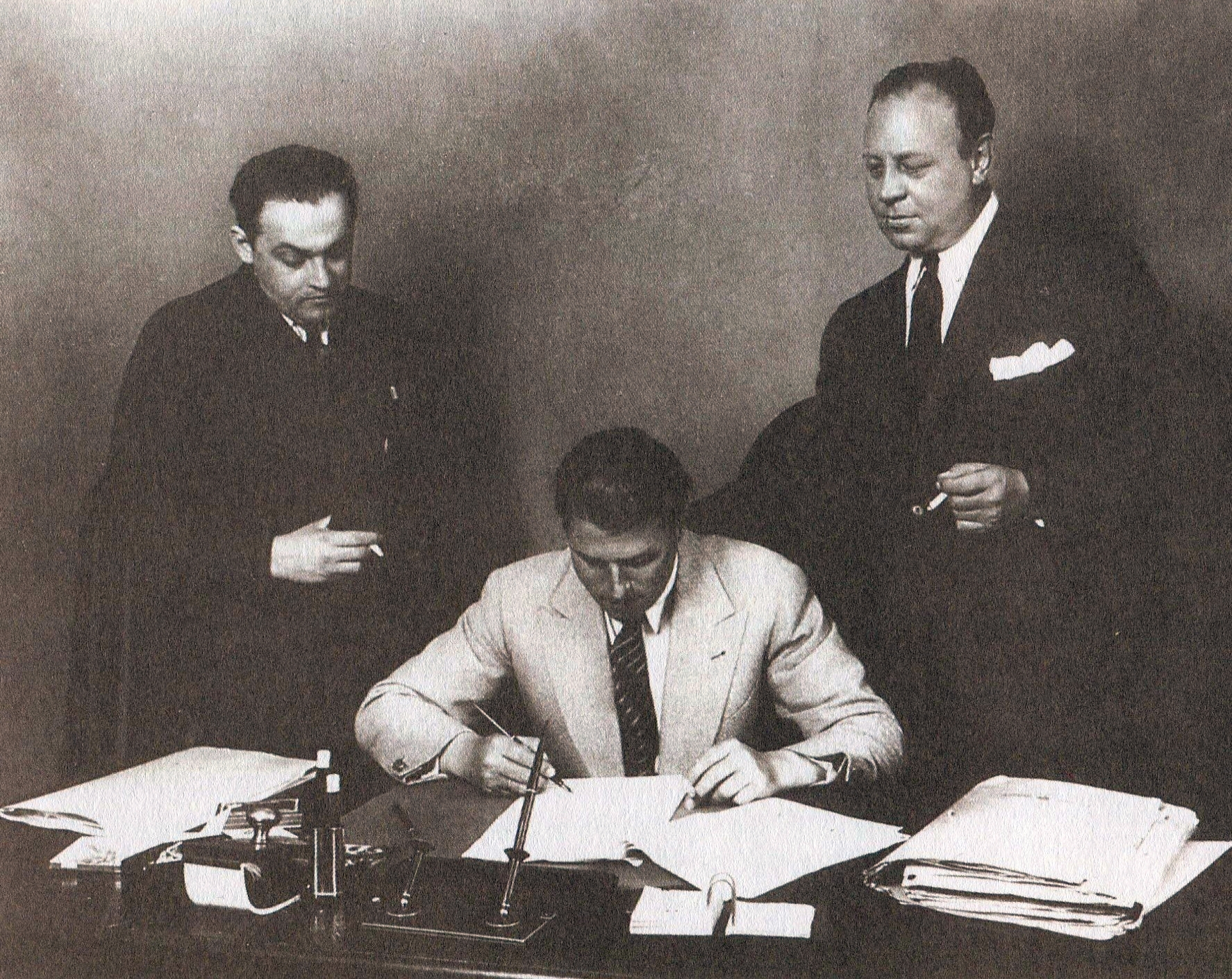
Erich Pommer (links) mit Carl Zuckmayer und Emil Jannings 1929 in seinem UFA-Büro

Erich Pommer (* 20. Juli 1889 in Hildesheim; † 8. Mai 1966 in Los Angeles) war ein deutscher Filmproduzent, der zeitweise zu den mächtigsten Figuren der deutschen Filmindustrie zählte. Als Produzent von Filmen wie Das Cabinet des Dr. Caligari, Der letzte Mann, Metropolis und Der blaue Engel schrieb er Filmgeschichte.

## Leben

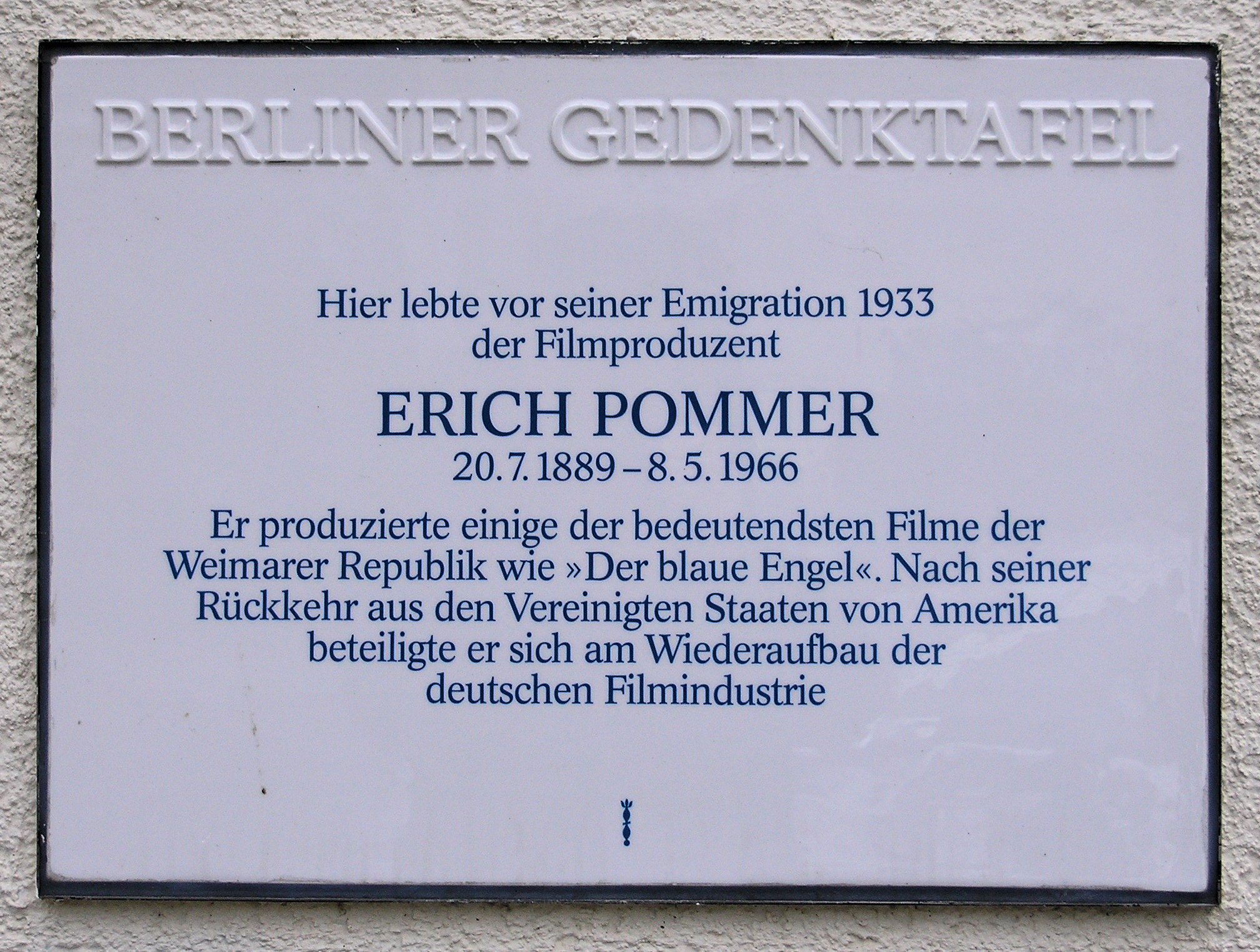
Berliner Gedenktafel am Haus Carl-Heinrich-Becker-Weg 16–18, in Berlin-Steglitz

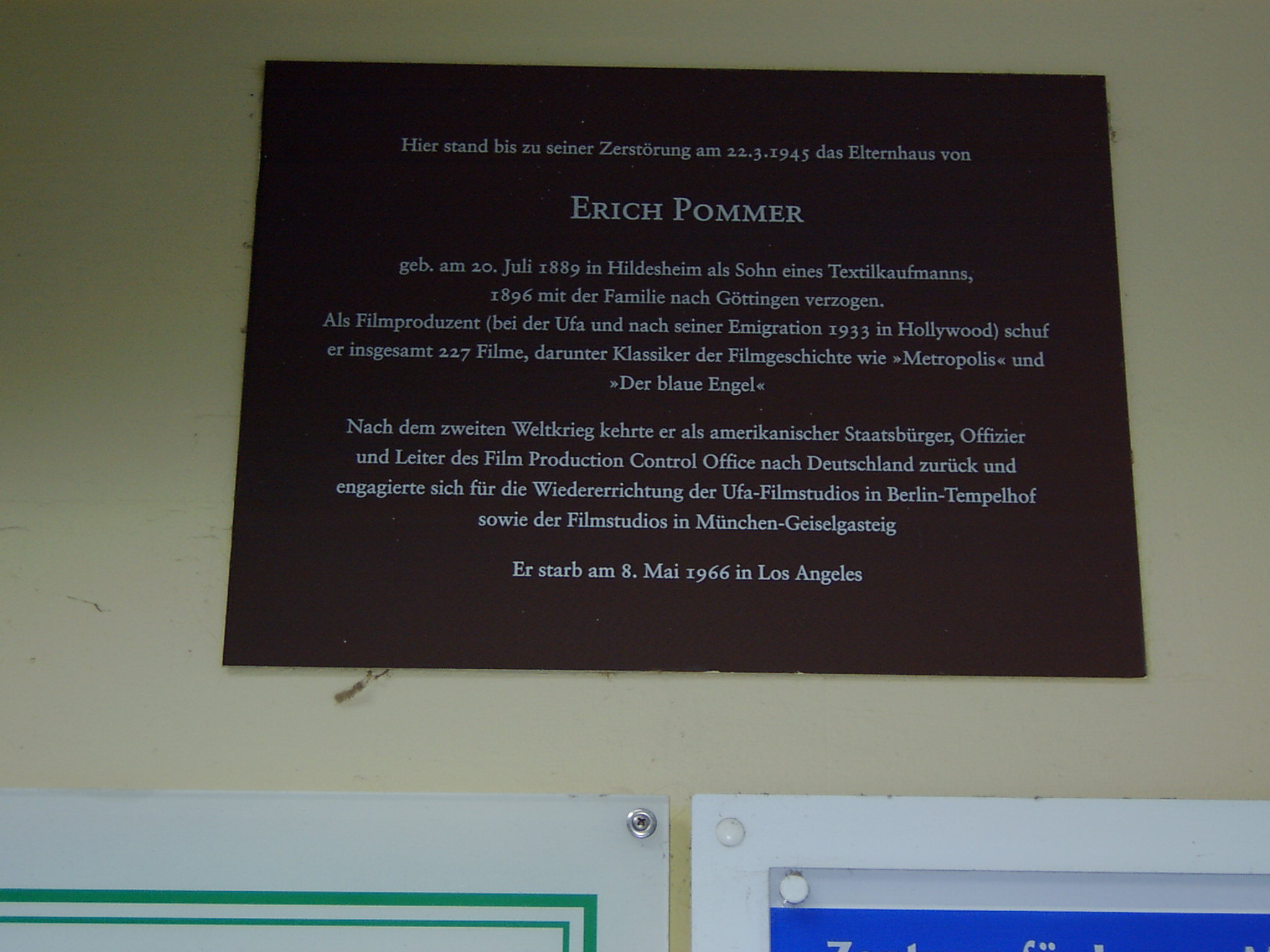
Gedenktafel am Elternhaus in Hildesheim

Erich Pommer, Sohn des jüdischen Wäschehändlers Gustav Pommer und dessen Ehefrau Anna geb. Jacobson, wurde am 20. Juli 1889 in Hildesheim geboren. 1896 zog die Familie nach Göttingen, wo der Vater die Göttinger Conservenfabrik übernahm. In Göttingen besuchte Pommer das Gymnasium. 1905 siedelte die Familie Pommer nach Berlin über.
Hier absolvierte Erich Pommer eine kaufmännische Lehre und wurde 1907 Verkäufer in der Berliner Filiale des französischen Gaumont-Konzerns. 1910 übernahm er die Leitung der Gaumont-Filiale in Wien. Nach seinem Militärdienst 1912 wechselte er zur französischen Filmgesellschaft Eclair und wurde deren Vertreter mit Sitz in Wien und ab 1913 in Berlin.
Im Ersten Weltkrieg erhielt er das Eiserne Kreuz II. Klasse. Nach einer Verwundung arbeitete er ab 1917 an Wochenschauen und später als Leiter der Filmabteilung an der Zensurstelle der Militärverwaltung Rumänien.
Im Februar 1915 gründete er in Berlin mit Fritz Holz die Decla-Film-Gesellschaft Holz & Co. OHG.
1920 wurde Pommer Vorstandsmitglied bei der Deutschen Bioscop AG, die ab dem 29. April als Decla-Bioscop AG firmierte. Im November 1921 fusionierte die Decla-Bioscop AG mit der Universum Film (Ufa), blieb aber mit Pommer als Direktor Teil des Ufa-Konzerns. Im Februar 1923 wurde Pommer neben Eugen Stauß Vorstand der PAGU Projektions-AG Union und trat im selben Jahr in den Vorstand der Ufa ein. Von 1923 bis 1926 war Pommer Erster Vorsitzender der Spitzenorganisation der Filmindustrie (SPIO).
In diesen Jahren schuf Pommer einige Klassiker des deutschen Stummfilms. Metropolis war der visuell einflussreichste Stummfilm überhaupt und mit fünf Millionen Reichsmark der teuerste Film der deutschen Filmgeschichte. Im 1927 uraufgeführten Werk führte Fritz Lang Regie. Die rekonstruierte Fassung der Friedrich-Wilhelm-Murnau-Stiftung wurde von der UNESCO zum Weltdokumentenerbe erklärt.
Nicht zuletzt wegen der enormen Kosten für diesen Film wurde Pommers Vertrag nicht verlängert. 1926/27 arbeitete er in den USA für Paramount und danach für MGM. Im November 1927 wurde er von der Ufa erneut als Produzent unter Vertrag genommen.
1930 entstand unter der Regie von Josef von Sternberg ein weiteres Meisterwerk: Der blaue Engel mit den Darstellern Emil Jannings (Professor Unrat), Marlene Dietrich (Lola Lola) und Hans Albers. Das Drehbuch des Films schrieb Carl Zuckmayer nach dem Roman Professor Unrat von Heinrich Mann. Pommer gilt als Entdecker von Marlene Dietrich.
Nach der Machtergreifung der Nationalsozialisten wurde er im März 1933 ins Ufa-Management zu Ernst Hugo Correll, Wilhelm Meydam, Hermann Grieving, Alexander Grau und Berthold von Theobald zitiert und ihm die Frage nach seiner Religionszugehörigkeit gestellt. Pommers Vertrag mit der Ufa wurde, da er als Jude galt, aufgelöst. Nach 1933 arbeitete er zuerst für Fox Film in Paris und später in Hollywood. Zu Beginn der 1940er Jahre geriet Pommer nach einer Erkrankung in eine wirtschaftliche Notlage und arbeitete mit seiner Frau Gertrud Levy in einer Porzellanfabrik. 1944 erhielt er die US-Staatsbürgerschaft und kehrte 1946 als oberster Filmoffizier der amerikanischen Militärregierung nach Deutschland zurück, wo er bis 1949 blieb. In dieser Funktion konzipierte er, zusammen mit Horst von Hartlieb (Geschäftsführer des Verbandes der Filmverleiher in Wiesbaden) und Curt Oertel (Dokumentarfilmregisseur, Vorsitzendem des hessischen Produzentenverbands), Anfang 1948 in Anlehnung an den amerikanischen Production Code oder Hays Code von 1930/34 die Freiwillige Selbstkontrolle der Filmwirtschaft (FSK).
Nach weiteren Produktionen mit wechselndem Erfolg sowohl in Deutschland als auch in den USA starb Erich Pommer 1966 in Los Angeles.
Auch sein Bruder Albert Pommer (1886–1946) war in der Stummfilmzeit als Produktionsleiter und Filmproduzent (Buddenbrooks) tätig.
Pommers Sohn John Pommer arbeitete in den USA gleichfalls in der Filmbranche.

## Würdigung
Caroline Lejeune schrieb 1931 über Pommer: „Sein Name für einen Film steht meistens für einen Erfolg an der Kinokasse, bedeutet gleichzeitig aber auch ein Versprechen im Hinblick auf die Intelligenz eines Films.“ In seiner 40-jährigen Tätigkeit brachte es Pommer insgesamt auf rund 200 Filmtitel, denen wiederum in dem Fernsehbeitrag Das Kabinett des Erich Pommer von Hans-Michael Bock und Ute T. Schneider ein cineastisches Denkmal gesetzt wurde.
1989 widmeten die Internationalen Filmfestspiele Berlin dem Produzenten zu seinem 100. Geburtstag eine umfassende Retrospektive. 1998 wurde in Potsdam-Babelsberg das Erich Pommer Institut für Medienrecht und Medienwirtschaft an der Universität Potsdam gegründet. Es beobachtet und begleitet aktuelle Entwicklungen der Film-, TV- und Musikwirtschaft. Neben der praxisorientierten Forschung und der universitären Lehre betreibt es branchenspezifische Weiterbildung und fundierte medienspezifische Beratung. In Potsdam erinnert ferner die Erich-Pommer-Straße an den Filmproduzenten.
Pommer wohnte bis zu seiner Emigration im Jahr 1933 auf dem Steglitzer Fichtenberg, einer schon im 19. Jahrhundert bevorzugten Wohngegend mit prätentiösen Villen. Am ehemaligen Wohnhaus im Carl-Heinrich-Becker-Weg wurde eine Berliner Gedenktafel angebracht.
Nachdem sich Pommers Geburtsstadt Hildesheim lange mit einer Ehrung schwer getan hatte, wurde am 7. Mai 2001 im Stadtteil Moritzberg die Erich-Pommer-Straße benannt und am 1. Oktober 2004 an seinem Geburtshaus in der Altpetristraße 7 eine Gedenktafel angebracht.

## Filmografie (Auswahl)
- 1913: Das Geheimnis der Lüfte
- 1914: Der Todesritt auf dem Riesenrad
- 1915: Der Barbier von Filmersdorf
- 1915: Die Goldquelle
- 1915: Berlin im Kriegsjahr 1915 (Dokumentarfilm)
- 1915: Carl und Carla
- 1915: Der Herr ohne Wohnung
- 1916: Der Weg der Tränen
- 1916: Komtesse Hella
- 1916: Streichhölzer, kauft Streichhölzer!
- 1916: Das Licht im Dunkeln
- 1916: Das Geheimnis des Sees
- 1917: Zwei blaue Jungen
- 1917: Das Buch des Lasters
- 1917: Die Spinne
- 1917: Wenn die Lawinen stürzen
- 1917: Das Defizit
- 1917: Der Jubiläumspreis
- 1917: Der Mann im Havelock
- 1917: Die Königstochter von Travankore
- 1917: Die gute Partie
- 1917: Das Mädel von nebenan
- 1918: Heide-Gretel
- 1918: Das verwunschene Schloß
- 1918: Das Lied der Mutter
- 1918: Die Krone des Lebens
- 1918: Inge
- 1918: Die Frauen des Josias Graffenreuth
- 1918: Der Weg, der zur Verdammnis führt
- 1919: Der Weg, der zur Verdammnis führt, 2. Teil. Hyänen der Lust
- 1919: Die Pest in Florenz
- 1919: Die Insel der Glücklichen
- 1919: Wolkenbau und Flimmerstern
- 1919: Halbblut
- 1919: Harakiri
- 1919: Das ewige Rätsel
- 1919: Das Cabinet des Dr. Caligari
- 1919/20: Die Spinnen (2 Teile)
- 1920: Opfer
- 1920: Der Richter von Zalamea
- 1920: Das Haupt des Juarez
- 1920: Die Kwannon von Okadera
- 1920: Genuine
- 1920: Die Frau im Himmel
- 1920/21: Die Jagd nach dem Tode (4 Teile)
- 1921: Irrende Seelen
- 1921: Das Geheimnis von Bombay
- 1921: Schloß Vogelöd
- 1921: Der müde Tod
- 1921: Zirkus des Lebens
- 1922: Dr. Mabuse, der Spieler (2 Teile)
- 1922: Phantom
- 1922/24: Die Nibelungen (2 Teile)
- 1923: Der steinerne Reiter
- 1923: Ein Glas Wasser
- 1923: Der verlorene Schuh
- 1923: Die Austreibung
- 1923: Die Prinzessin Suwarin
- 1923: Der Wetterwart
- 1923: Seine Frau, die Unbekannte
- 1923: Die Finanzen des Großherzogs
- 1924: Der Turm des Schweigens
- 1924: Dekameron-Nächte
- 1924: Der letzte Mann
- 1925: Zur Chronik von Grieshuus
- 1925: Herrn Filip Collins Abenteuer
- 1925: Irrgarten der Leidenschaft (The Pleasure Garden)
- 1925: Tartüff
- 1925: Varieté
- 1925: Liebe macht blind
- 1925: Ein Walzertraum
- 1926: Der rosa Diamant
- 1926: Manon Lescaut
- 1926: Der Geiger von Florenz
- 1926: Die Brüder Schellenberg
- 1926: Faust – eine deutsche Volkssage
- 1926: Metropolis
- 1927: Nur nicht locker lassen (The Demi-Bride) (Produktionsleitung)
- 1927: Hotel Stadt Lemberg
- 1927: Stacheldraht
- 1928: Heimkehr
- 1928: Ungarische Rhapsodie
- 1929: Asphalt
- 1929: Melodie des Herzens
- 1929: Liebeswalzer
- 1930: Der blaue Engel
- 1930: Liebling der Götter
- 1930: Einbrecher
- 1930: Die Drei von der Tankstelle
- 1930: Ein Burschenlied aus Heidelberg
- 1931: Der Mann, der seinen Mörder sucht
- 1931: Voruntersuchung
- 1931: Bomben auf Monte Carlo
- 1931: Der Kongreß tanzt
- 1931: Stürme der Leidenschaft
- 1932: Zwei Herzen und ein Schlag
- 1932: Der Sieger
- 1932: Quick
- 1932: Ein blonder Traum
- 1932: Ich bei Tag und Du bei Nacht
- 1932: F.P.1 antwortet nicht
- 1933: Ich und die Kaiserin
- 1934: Liliom
- 1934: Liebesreigen (Music in the Air)
- 1936: Feuer über England (Fire Over England)
- 1938: St. Martin’s Lane
- 1939: Riff-Piraten (Jamaica Inn)
- 1940: They Knew What They Wanted
- 1940: Dance, Girl, Dance
- 1951: Nachts auf den Straßen
- 1952: Illusion in Moll
- 1954: Eine Liebesgeschichte
- 1955: Kinder, Mütter und ein General

## Auszeichnungen
- 1914: Eisernes Kreuz 2. Klasse
- 1940: Goldpokal der University of New York (Motion Picture Department)
- 1953: Deutscher Filmpreis: Goldener Leuchter (Produktion) für Nachts auf den Straßen
- 1956: Preis der belgischen Filmkritik Grand-Prix de l'Union de la Critique de Cinéma für Kinder, Mütter und ein General
- 1956: Golden Globe (Bester Ausländischer Film) für Kinder, Mütter und ein General
- 1959: Verdienstkreuz 1. Klasse des Verdienstordens der Bundesrepublik Deutschland
- 2011: Stern auf dem Boulevard der Stars in Berlin